# フランクフルト・ブックフェア

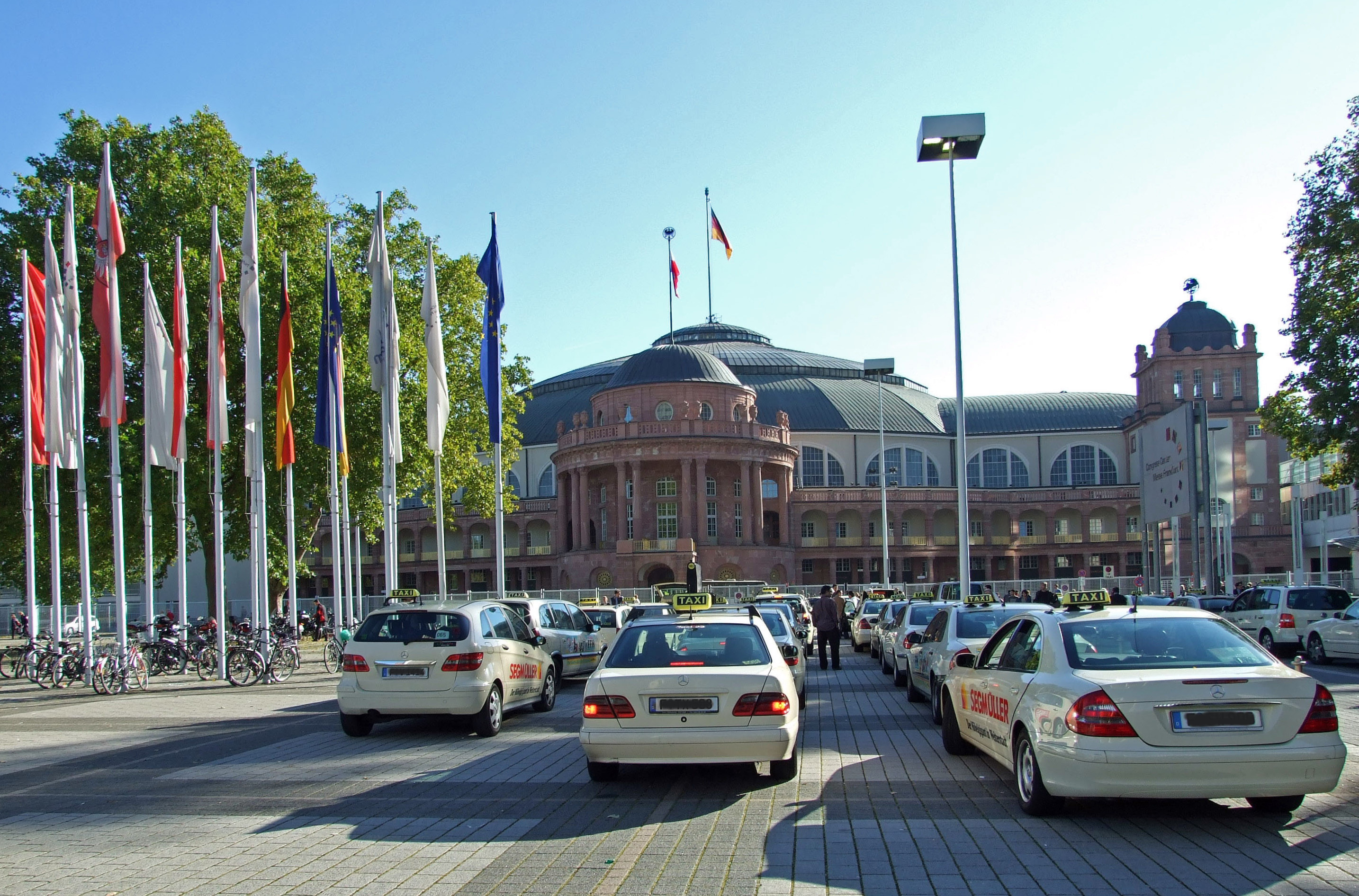
メッセ・フランクフルト（見本市会場）

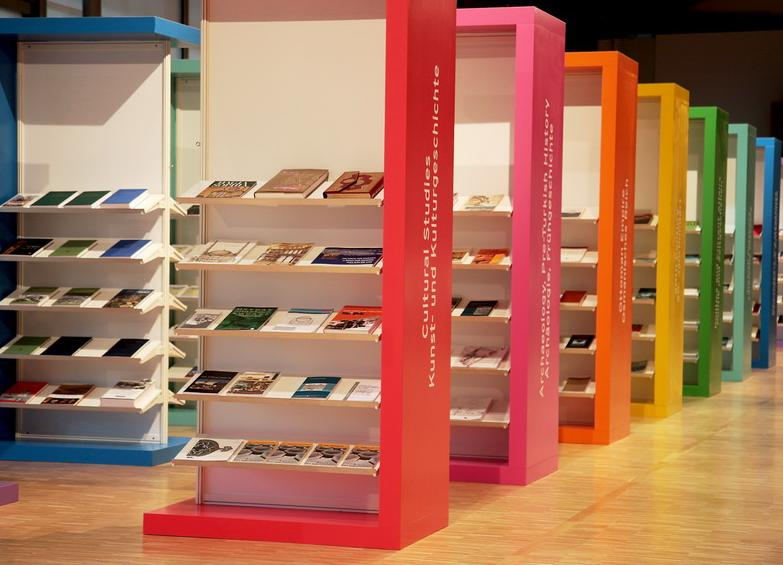
フランクフルト・ブックフェア会場風景（2008年）

フランクフルト・ブックフェア （フランクフルト書籍見本市、フランクフルト・ブッフメッセ、Frankfurt Book Fair 、ドイツ語: Frankfurter Buchmesse）は、毎年10月半ばにドイツのフランクフルト・アム・マインで開催される世界最大の書籍の見本市。
世界中からの出版社・マルチメディア業者が集まり書籍やソフトウェアを展示し、業者間で各国での版権やライセンスなどの取引が行われる。また国別ブースも出され、各国の出版文化についての紹介も行われる。このフェアはドイツ出版社・書籍販売店協会の子会社により主催されている。イタリア・トリノの書籍見本市など他の書籍見本市の猛追も受けているが、フランクフルトは 「世界最大の書籍見本市」を称し、5日間の会期で会場の「メッセ・フランクフルト」に7,000の展示者と 300,000人近い入場者を集めている。

## 重要性
フランクフルト・ブックフェアは出版社や著者が書籍の発売発表などを行うマーケティング上の重要イベントであるが、一方で世界中の出版社が版権の販売交渉を行う機会としても重要である。入場者は出版業界の動向を知り、世界中の出版業者と名刺交換をしネットワークをつくり、取引を行うことができる。参加者は出版社、著作権エージェント、書店、図書館、学術研究機関、作家、イラストレーター、翻訳者、映画製作会社、出版協会、印刷業者、古書販売店、ソフトウェア制作・販売業者など多数の業種にわたる。
2004年には92の国から12,000人のジャーナリストが来場しフェアの報道を行ったほか、6.691の展示業者、79カ国のブース展示、180,000人の取引来場者があった。
開会式には欧州連合やドイツはじめ各国の政治家や文学者、芸術家が式典に参加する。また1988年から毎年（それ以前にも隔年などで不定期に）テーマ国が決められており、その国の文学者・出版社が参加するシンポジウム、文化紹介イベント、展覧会などが開催される。例えば2004年はアラブ諸国、2005年は「ドイツにおける韓国年」にちなみ大韓民国が、2006年は経済発展の著しいインドがテーマ国となった。2007年はカタルーニャの文化がテーマとなっている。2008年のテーマ国はトルコ、2009年のテーマ国は中国。
会期中には市内のパウルス教会でドイツ書籍協会平和賞（de:Friedenspreis des Deutschen Buchhandels, Peace Prize of the German Book Trade）が開催され、世界の傑出した小説家・学者・著述家・芸術家らから委員会が毎年一名を選出し、ドイツ連邦大統領から授賞される。「ドイツ児童文学賞」や「ドイツ書籍賞」の授賞式もこの会期中に行われている。
ドイツ系児童文学ブース、日系出版社ブースにおいて、マンガが展示されることから、マンガファンも多数訪れている。同会場では、「ドイツ・コスプレ・マイスターシャフト」の最終決勝戦も開催されている。

## 歴史

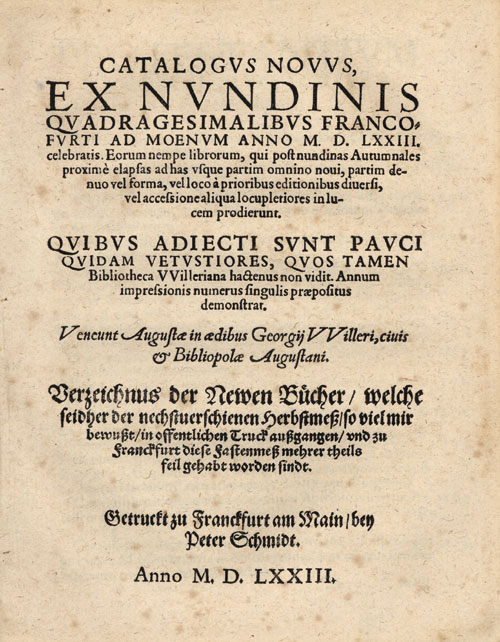
1573年のフランクフルト書籍見本市のカタログ

フランクフルト・ブックフェアは500年以上の歴史を有する見本市である。15世紀半ばにヨハネス・グーテンベルクがマインツで活版印刷を発明したさほど経たない時期に、すぐ近くのフランクフルトで地元の書籍商らによって最初の本の市が開かれた。
この市は17世紀末までヨーロッパでもっとも重要な本の見本市となってきた。しかし、神聖ローマ帝国が出版の中心地フランクフルトに反カトリック的書物に対する検閲機関（Kaiserliche Bücherkommission）を置き、出版への統制を強めたため、統制を嫌った出版業者はフランクフルトから検閲の緩いザクセン選帝侯領のライプツィヒへと続々と移転していった。18世紀の啓蒙時代にはライプツィヒ書籍見本市がフランクフルト書籍見本市の地位を奪った。
第二次世界大戦後、1949年にパウルス教会で戦後最初の書籍見本市が再開された。その後、出版都市ライプツィヒが東ドイツ側になったこともあり、西ドイツ側のフランクフルトがヨーロッパ最大の書籍見本市の地位に返り咲いている。

## ドイツ書籍協会平和賞
| 年     | 受賞者                                                 | 国籍                        |
| ------ | ------------------------------------------------------ | --------------------------- |
| 1950年 | マックス・タウ                                         | ノルウェー                  |
| 1951年 | アルベルト・シュヴァイツァー                           | フランス                    |
| 1952年 | ロマーノ・グァルディーニ                               | ドイツ                      |
| 1953年 | マルティン・ブーバー                                   | イスラエル                  |
| 1954年 | カール・ヤーコプ・ブルクハルト                         | スイス                      |
| 1955年 | ヘルマン・ヘッセ                                       | ドイツ                      |
| 1956年 | ラインホルト・シュナイダー                             | ドイツ                      |
| 1957年 | ソーントン・ワイルダー                                 | アメリカ合衆国              |
| 1958年 | カール・ヤスパース                                     | ドイツ                      |
| 1959年 | テオドール・ホイス                                     | ドイツ                      |
| 1960年 | ヴィクター・ゴランツ                                   | イギリス                    |
| 1961年 | サルヴパッリー・ラーダークリシュナン                   | インド                      |
| 1962年 | パウル・ティリッヒ                                     | アメリカ合衆国              |
| 1963年 | カール・フリードリヒ・フォン・ヴァイツゼッカー         | ドイツ                      |
| 1964年 | ガブリエル・マルセル                                   | フランス                    |
| 1965年 | ネリー・ザックス                                       | ドイツ                      |
| 1966年 | オーガスティン・ベア ウィレム・A・ヴィザートゥフーフト | ドイツ オランダ             |
| 1967年 | エルンスト・ブロッホ                                   | ドイツ                      |
| 1968年 | レオポール・セダール・サンゴール                       | セネガル                    |
| 1969年 | アレクサンダー・ミッチャーリヒ                         | ドイツ                      |
| 1970年 | アルバ・ライマル・ミュルダール グンナー・ミュルダール  | スウェーデン · スウェーデン |
| 1971年 | マリオン・グレーフィン・デーンホフ                     | ドイツ                      |
| 1972年 | ヤヌシュ・コルチャック                                 | ポーランド                  |
| 1973年 | ローマクラブ                                           | スイス                      |
| 1974年 | ブラザー・ロジェ（テゼ共同体）                         | スイス                      |
| 1975年 | アルフレート・グロセール                               | ドイツ                      |
| 1976年 | マックス・フリッシュ                                   | スイス                      |
| 1977年 | レシェク・コワコフスキ                                 | ポーランド                  |
| 1978年 | アストリッド・リンドグレーン                           | スウェーデン                |
| 1979年 | ユーディ・メニューイン                                 | アメリカ合衆国              |
| 1980年 | エルネスト・カルデナル                                 | ニカラグア                  |
| 1981年 | レフ・コペレフ                                         | ソビエト連邦                |
| 1982年 | ジョージ・ケナン                                       | アメリカ合衆国              |
| 1983年 | マネス・シュペルバー                                   | オーストリア                |
| 1984年 | オクタビオ・パス                                       | メキシコ                    |
| 1985年 | テディ・コレック                                       | イスラエル                  |
| 1986年 | ヴワディスワフ・バルトシェフスキ                       | ポーランド                  |
| 1987年 | ハンス・ヨナス                                         | ドイツ                      |
| 1988年 | ジークフリート・レンツ                                 | ドイツ                      |
| 1989年 | ヴァーツラフ・ハヴェル                                 | チェコスロバキア            |
| 1990年 | カール・デデツィウス                                   | ドイツ                      |
| 1991年 | ジェルジュ・コンラッド                                 | ハンガリー                  |
| 1992年 | アモス・オズ                                           | イスラエル                  |
| 1993年 | フリードリッヒ・ショアレッマー                         | ドイツ                      |
| 1994年 | ホルヘ・センプルン                                     | スペイン                    |
| 1995年 | アンネマリー・シンメル                                 | ドイツ                      |
| 1996年 | マリオ・バルガス・リョサ                               | ペルー                      |
| 1997年 | ヤシャル・ケマル                                       | トルコ                      |
| 1998年 | マルティン・ヴァルザー                                 | ドイツ                      |
| 1999年 | フリッツ・スターン                                     | アメリカ合衆国              |
| 2000年 | アシア・ジェバール                                     | アルジェリア                |
| 2001年 | ユルゲン・ハーバーマス                                 | ドイツ                      |
| 2002年 | チヌア・アチェベ                                       | ナイジェリア                |
| 2003年 | スーザン・ソンタグ                                     | アメリカ合衆国              |
| 2004年 | エステルハージ・ペーテル                               | ハンガリー                  |
| 2005年 | オルハン・パムク                                       | トルコ                      |
| 2006年 | ヴォルフ・レペニース                                   | ドイツ                      |
| 2007年 | ソール・フリードランダー                               | イスラエル                  |
| 2008年 | アンゼルム・キーファー                                 | ドイツ                      |
| 2009年 | クラウディオ・マグリス                                 | イタリア                    |
| 2010年 | デイヴィッド・グロスマン                               | イスラエル                  |
| 2011年 | ブアレム・サンサル                                     | アルジェリア                |
| 2012年 | 廖亦武                                                 | 中国                        |
| 2013年 | スヴェトラーナ・アレクシエーヴィッチ                   | ベラルーシ                  |
| 2014年 | ジャロン・ラニアー                                     | アメリカ合衆国              |
| 2015年 | ナヴィド・ケルマニ                                     | ドイツ                      |
| 2016年 | カロリン・エムケ                                       | ドイツ                      |
| 2017年 | マーガレット・アトウッド                               | カナダ                      |
| 2018年 | アライダ・アスマン ヤン・アスマン                      | ドイツ                      |
| 2019年 | セバスチャン・サルガド                                 | ブラジル                    |
| 2020年 | アマルティア・セン                                     | インド                      |
| 2021年 | ツィツィ・ダンガレンブガ                               | ジンバブエ                  |
| 2022年 | セルヒー・ジャダン                                     | ウクライナ                  |
| 2023年 | サルマン・ラシュディ                                   | イギリス                    |
| 2024年 | アン・アプルボーム                                     | アメリカ合衆国              |
| 2025年 | カール・シュレーゲル                                   | ドイツ                      |

## 註
1. ↑  『日本大百科全書』「コルチャック」の項目より （小学館、1994年）
2. ↑  その他の訳語にはドイツ図書流通連盟平和賞、ドイツ書店組合平和賞、ドイツ書籍平和賞、ドイツ書籍取引平和賞、ドイツ書籍流通平和賞、ドイツ出版協会平和賞など。